# Репковка
Репковка (укр. Ріпківка), село, 
Ягодненский сельский совет, 
Купянский район, 
Харьковская область.
Село ликвидировано в ? году.

## Географическое положение
Село Репковка находится на расстоянии в 1 км от села Загоруйковка.